# ChevoBeatz
ChevoBeatz (geboren als Cheville Samoedj op 8 mei 1992 in Velp, Nederland) is een Surinaams-Nederlandse producer die bekend is van zijn nummer "Shatta Gyal", met de Jamaicaanse dj FyaVerse, dat in de hitlijsten van Billboard Argentina terechtkwam.

## Vroege leven
Samoedj werd geboren in Velp, Nederland, uit Surinaams-Indiase ouders. Zijn vader, Sudesh K. Samoedj, beter bekend als Bonniac SK, was muzikant en ChevoBeatz kwam al op jonge leeftijd in aanraking met muziek. Op 11-jarige leeftijd begon hij basgitaar te spelen in de band van zijn vader, Shine, en trad hij op bij verschillende evenementen in heel Nederland. 

## Carrière
Chevobeatz vestigde zijn naam als producer in de dancehall- en reggaegenres, waarbij zijn productiestijl invloeden uit het Caribisch gebied, Afrika en Zuid-Amerika combineert. Hij kreeg brede erkenning met zijn nummer 'Shatta Gyal,' dat zijn carrière naar een hoger niveau tillen (met FyaVerse) de Billboard Argentina Hot 100-hitlijst binnenkwam.
Naast zijn succes in Billboard stond "Shatta Gyal" bovenaan de Hype Tv Jamaica-hitlijsten en kreeg het nog meer internationale aandacht toen het door producer Scott Storch op Instagram werd gedeeld. Zijn volgende productie, "Times Dread", was ook een succes en bereikte de nummer 1-positie in de FIWI Choice Top 10.
in 2025 kreeg ChevoBeatz verdere erkenning toen "Times Dread" werd genomineerd voor Best Reggae Act bij de HDP Music Awards, wat zijn impact op de reggae- en dancehallscene onderstreepte.

## Singles in de hitlijsten
| Jaar | Titel                        | Piekposities in de grafiek | Piekposities in de grafiek | Album                  |
| Jaar | Titel                        | HypeTv Jamaica             | Fiwi Keuze Top 10          | Album                  |
| ---- | ---------------------------- | -------------------------- | -------------------------- | ---------------------- |
| 2025 | Shatta Gyal (met FyaVerse )  | 1                          | -                          |                        |
| 2025 | Time's Dread (met FyaVerse ) | -                          | 1                          | Vrijheidsstraat Riddim |

## Prijzen en nominaties
| Jaar | Genomineerd werk             | Prijs           | Resultaat |
| ---- | ---------------------------- | --------------- | --------- |
| 2025 | Time's Dread (met FyaVerse ) | Best Reggae Act |           |

## Discografie
| Titel                | Jaar |
| -------------------- | ---- |
| Geef mij de kruiden  | 2023 |
| Shatta Gyal          | 2023 |
| Harmonie van Harten  | 2024 |
| Reggae op de heuvels | 2023 |
| Sta op               | 2023 |
| De angst van de tijd | 2025 |
| Bamba                | 2023 |
| Liefde omhoog        | 2023 |
| Naiwe                | 2024 |
| Raha Jipe            | 2023 |
| Lek                  |      |